# Miquelot de Prades
Miquel de Prades ( Balaguer ? 1462?-costa de Belvedere Marittimo 1505), conocido con el nombre de Miquelot de Prades, fue un soldado catalán famoso por su pericia con la espada y varios hechos militares. No hay pruebas seguras de que confirmen si tres hechos documentados (sobre un esgrimista, sobre un asesino y sobre un militar que murió en el mar) puedan atribuirse a la misma persona.

## Hechos documentados

### Asesinato de Joan Borja en Roma
El historiador Jerónimo Zurita explica el asesinato de Juan de Borja, hijo de Alejandro VI en Roma, en el año 1497. La muerte fue atribuida a Michalot de Prats entonces al servicio de la víctima.     

### Esgrimista contundente en Italia y en Montserrat
Gonzalo Fernández de Oviedo y Valdés, en su obra Las Quinquagenas de la nobleza de España, hablaba de un soldado catalán (Michalot de Pradas) que campaba por Italia ganando todos los duelos con una estocada segura en el cuello del oponente. Arrepentido de su vida, aquel soldado fue a refugiarse en el monasterio de Montserrat. Un mal día se presentó un soldado italiano con dos espadas y desafió a Miquelot (diciendo que quería ver la estocada secreta, afirmando que él sabría contrarrestarla). Miquelot se negaba rotundamente a luchar pero la insistencia del otro le obligó a hacerlo. El italiano acabó muerto, con una estocada en el cuello. Probablemente no había mejor forma de enseñarla. Arrepentido de la nueva muerte fue a Roma a pedir perdón. El papa le incorporó a sus tropas.
- No existe ningún documento que indique el tipo de espada empleada por Miquelot y sus oponentes. Tanto podría tratarse de una espada ancha (rígida y pesada) como de una espada flexible y relativamente ligera.

### Militar al servicio del Pontífice
(Sin ninguna relación, a priori, con los hechos anteriores) hay un Michalot de Prats que con una carabela armada en Nápoles persiguió e hizo huir a unos corsarios cerca de Belvedere Marittimo. El barco de Michalot, algunos leños que le acompañaban y las naves corsarias capturadas sufrieron una tormenta repentina y se hundieron (año 1505). Todos los tripulantes se ahogaron.